# Путешествие по разным провинциям Российского государства
«Путешествие по разным местам российского государства» — путевые заметки, созданные во время экспедиции (1768—1774), предпринятой исследователем Петером Симоном Палласом при поддержке Российской Академии наук.

## Общие сведения
Научный труд был создан петербургским и берлинским академиком, ученым и исследователем, профессором «натуральной истории» Петером Симоном Палласом (1741—1810).

## Содержание
Книга включает в себя сочинения по ботанике, зоологии, геологии, географии. Они были опубликованы на латинском, немецком и русском языках в Петербурге и Лейпциге. Впервые на русском языке «Путешествие…» было издано в 1773—1778 гг. в серии «Собрания, старающегося о переводе иностранных книг», учрежденной Екатериной II.

## Оформление
Книга включает в себя атлас со множеством карт и иллюстраций и планов. 3 тома приложения представляют собой описание самой экспедиции.

## Переиздание
- Атлас к путешествию по разным местам Российского государства Палласа П. С. по повелению Санкт-Петербургской императорской академии наук. — Репринтное издание 1773—1778 гг. — СПб.: Альфарет, 2007. — 108 л. ил., карт, план.
- Паллас П. С. Путешествие по разным местам Российского государства по повелению Санкт-Петербургской императорской академии наук: в 3 ч.: в 5 кн. — Репринтное издание 1773—1778 гг. — СПб.: Альфарет, 2007.